# Першин, Юрий Алексеевич
Ю́рий Алексе́евич Пе́ршин (17 декабря 1958, Балахта, Красноярский край — 24 февраля 2021, Красноярск) — советский и российский хоккеист. Заслуженный мастер спорта СССР (хоккей с мячом), двукратный чемпион мира, младший брат Александра Першина.

## Биография
Родился 17 декабря 1958 года в Балахте. Начал играть в хоккей с мячом в детской команде «Торпедо» (Красноярск). В «Енисее» — с мая 1977 года.
Привлекался в сборную СССР, в составе которой дважды стал чемпионом мира.
После 15 сезонов выехал в Швецию и Финляндию, где провёл 5 сезонов.
Вернувшись в Красноярск, ещё 8 сезонов провёл в составе «Енисея».
Скончался 24 февраля 2021 года в Красноярске.

## Достижения
— Чемпион СССР (1980, 1981, 1982, 1983, 1984, 1985, 1986, 1987, 1988, 1989, 1991) 

 — Серебряный призёр чемпионата СССР (1990) 

 — Бронзовый призёр чемпионата СССР (1978) 

 — Обладатель Кубка СССР (1984) 

 — Чемпион России (2001) 

 — Серебряный призёр чемпионата России (1999, 2000, 2003) 

 — Обладатель Кубка России (1997, 1998, 1999) 

 — Обладатель Кубка мира (1982, 1984) 

 — Обладатель Кубка европейских чемпионов (1980, 1983, 1986, 1987, 1988, 1989, 2001) 

 — Обладатель Суперкубка Европы (1984) 

 — Обладатель Алюминиевого кубка (1988) 

 — Обладатель Кубка Стокгольма (1995) 

 — Обладатель Кубка Катринехольма (2003) 

 — Победитель турнира на приз газеты «Советская Россия» (1980, 1984, 1986) 

 — Чемпион мира (1979, 1985) 

 — Бронзовый призёр чемпионата мира (1987) 

- В списки 22-х лучших игроков сезона входил 9 раз (1979, 1980, 1981, 1982, 1983, 1984, 1985, 1986, 1991)